# Glyptina leptosoma
Glyptina leptosoma är en skalbaggsart som beskrevs av Willis Blatchley 1924. Glyptina leptosoma ingår i släktet Glyptina och familjen bladbaggar. Inga underarter finns listade i Catalogue of Life.